# بلیژن
بلیژن (به لهستانی:  Bliżyn) یک روستا در لهستان است که در گمینا بلیژن واقع شده‌است. بلیژن ۲٬۰۰۰ نفر جمعیت دارد.